# Urban Bag
Urban Bag este un brand românesc fondat în anul 2017 la București de către Dorin Tambrea. Brandul este cunoscut pentru portofelele, gențile, rucsacurile și accesoriile realizate din piele naturală de tip crazy horse, produse în mare parte prin tehnici handmade și în serii mici.

## Istoric și activitate
Urban Bag a fost fondat în 2017, având ca obiectiv promovarea designului românesc și a meșteșugului local. Produsele sunt realizate din piele naturală, iar multe dintre ele sunt lucrate manual în ateliere din România.
Brandul a participat de-a lungul timpului la diverse târguri de profil și organizează periodic workshop-uri în care participanții pot crea propriile accesorii din piele.
Pe lângă oferta destinată consumatorilor individuali, Urban Bag produce și accesorii personalizate pentru clienți B2B.
2017 - Este fondat brandul URBAN BAG de catre Dorin Tambrea;
2017 – Incepe o colaborare cu un magazin online de fashion din Cehia, lucru ce permite comercializarea brandului URBAN BAG si pe pietele din Cehia si Slovacia;
2018 – Se lanseaza servicul de livrare a comenzilor pentru Bucuresti prin curierul cu bicicleta in aceeasi zi si gratuit;
2019 - Se deschide propriul atelier in care se realizeaza accesorii din piele naturala precum portofele, portcarduri, agende...
2020 - Se accesam prima finantare printr-un program de sustinere a startup-urilor lansat de o banca din Romania. In acelasi an incepe colaborarea cu unul dintre cele mai mari magazine online de fashion si astfel se reuseste aducerea brandul URBAN BAG mai aproape de clientii din Bulgaria si Ungaria;
2021 – Se lanseaza o colectie de articole handmade fabricate in Romania realizate de catre persoane aflate in dificultati financiare printr-o colaborare cu o fundatie;
2022 – Se mareste echipa la 6 persoane prin deschiderea primului magazin fizic URBAN BAG localizat in Mega Mall, Bucuresti si se lanseaza serviciul de reparatii pentru articole din piele naturala;
2024 – Se relocheaza primul magazin fizic URBAN BAG intr-o zona mai potrivita stilului si astfel ia nastere concept store-ul "URBAN BAG - showroom, coffee and drinks". Situat pe Strada Matasari la numerele 32-34, Bucuresti, noua locatie isi asteapta prietenii la un showroom cu vanzare pentru produsele Urban Bag, la o cafea sau un drink. Saptamanal se organizeaza si ateliere de creatie unde intr-o atmosfera plina de voie buna si socializare poti sa-ti cosi singur propriul portofel.

## Produse
Portofoliul Urban Bag include:
- portofele din piele naturală
- genți de umăr și crossbody
- rucsacuri
- curele, etuiuri, borsete și alte accesorii

Produsele folosesc preponderent pielea crazy horse, o piele naturală tratată pentru durabilitate și aspect vintage.

## Misiune și valori
Urban Bag promovează:
- designul autentic românesc
- sustenabilitatea prin serii limitate
- lucrul manual și colaborarea cu ateliere locale

## Recunoaștere și apariții media
Brandul Urban Bag și fondatorul său au apărut în mai multe publicații și emisiuni media din România, printre care:
- Start-Up Cafe [1]
- Ziarul Financiar [2]
- Business Magazin [3]
- Economedia.ro [4]
- Start-up.ro [5]
- Revista 5 to go
- Emisiunea Apropo TV (Pro TV) [6]